# Bram Willems
Bram Willems (1 februari 1981) is een Belgische radiopresentator bij Studio Brussel.
Willems zette zijn eerste stappen als radiopresentator bij de Gentse studentenradio Urgent.fm. In 2006 nam hij deel aan Studio Dada en sindsdien presenteerde hij verschillende programma's zoals Zet 'm op Bram en Select. Van september 2016 tot en met juni 2018 was hij de sidekick van Linde Merckpoel in Linde Staat Op, het ochtendprogramma op Studio Brussel. Willems was ook een tijd sidekick van Eva De Roo tussen 16 en 18 uur op weekdagen.
In 2016 en 2017 was Willems een van de presentatoren van De Warmste Week van Music For Life, telkens samen met Linde Merckpoel en Eva De Roo.